# Кръстю Делипапазов
Кръстю Делипапазов е български революционер, деец на Македонската федеративна организация.

## Биография
Делипапазов е роден в драмското село Плевня, което тогава е в Османската империя. След Междусъюзническата война в 1913 година се изселва в останалия в България Неврокоп. Става член на МФО. При разгрома на организацията от ВМРО, Делипапазов бяга в Кралството на сърби, хървати и словенци и се установява с други федералисти в Горни Милановац, заедно с Кочо Павлов и Георги Лаков. Според Иван Михайлов, получават по хиляда динара от Белград. Пътува редовно до Виена и пренася тайно документи до лидера на организацията Тодор Паница.
След Деветосептемврийския преврат в 1944 година участва в установяването на новата власт в Неврокопско и е председател на Окръжния комитет на Отечествения фронт в Неврокоп.